# 泉田行夫
泉田 行夫（いずみだ ゆきお、本名：阿部 行夫〔あべ ゆきお〕、1914年5月21日 - 1995年1月17日）は、日本のナレーター、声優、俳優、アナウンサー、司会者。

## 経歴
戦前から朗読で活躍した。戦後はラジオドラマやクイズ番組の司会者などに出演した。帝塚山学院小学校教諭の後、NHK大阪放送局（通称BK）に芸能嘱託として入局。生田博巳等のアナウンサーや、BK放送児童劇団の指導にもあたる。1946年に児童劇団ともだち劇場を創立。子供に標準語を教え、児童劇を通して、僻地の学校などを慰問するとの目的で1958年の解散まで、中山千夏、いしだあゆみらを育て、関西の児童劇発展に尽くした。1951年にBKを退職後、映画で活動の傍ら、開局当初の朝日放送のアナウンサー（今村益三、中村鋭一、西村一男、村上守など）の養成を担当した。後に大阪芸術大学舞台芸術科教授を務める傍ら、全国各地で公演を行った。没日が阪神・淡路大震災当日の朝であった。阿部姓は本人の配偶者の家系の姓で、その家系の姓を継承するためである。

## 番組
- 彦左と一心太助（ナレーター）
- 里見八犬伝（倉丘伸太郎主演版）（第2話以降のナレーター）
- われら九人の戦鬼（ナレーター）
- 新諸国物語（ナレーター） - 胡口和雄はこれがアナウンスの道に進むきっかけの一つとなった。
- 青春太閤記 いまにみておれ!（語り手）
- 世なおし奉行（ナレーター）
- 手をつなぐ子等（岡野訓導役）
- 忘れられた子等（岡野先生役）
- 紫頭巾（14話 - 26話ナレーター）
- 軍兵衛目安箱（ナレーター）
- 続源義経（後白河法皇役）
- 火山脈（星一役）
- 燃えよ万平（ナレーター）

## 教え子（経歴掲載人物以外）
- 生田博巳（生田教室創設者）[1]
- 内藤和美（朗読家）[2]
- 阿部良行（息子。指揮者・朗読家）[3]
- 菊池京子（音楽療法士）[4]
- 古沢真紀（フリーアナウンサー）[1]